# إيفان أرغيويلز
إيفان أرغيويلز هو كاتب روسي، ولد في 24 يناير 1939.